# 무파라카
무파라카(아랍어: مفركة)는 레반트 지역에서 즐겨 먹는 아랍식 감자·달걀 요리이다. 사므나에 양파를 볶다가 감자를 넣고 소금, 후추, 쿠민 가루 등으로 간해 익힌 다음, 달걀을 넣어 만든다. 고수 잎으로 가니시해 내기도 한다. 아랍빵과 차를 함께 낸다.

## 같이 보기
- 달걀 프라이
- 달걀 스크램블